# V Sagittae
V Sagittae ou V Sge é um sistema estelar binário eclipsante variável cataclísmico na constelação de Sagitta (Flecha). De acordo com as medições de paralaxe do satélite Gaia, está a uma distância de aproximadamente 7.784 anos-luz ou 2.387 parsecs do sistema solar. A estrela deverá explodir em uma nova e temporariamente se tornar o ponto de luz mais luminoso da Via Láctea e o corpo celeste mais brilhante em nosso céu noturno por volta do ano 2083 e posteriormente se transformar em uma estrela gigante vermelha.

## Observação e características
A estrela foi observada pela primeira vez em 1902 pela astrônoma russa Lidiya Tseraskaya do Instituto Astronômico Sternberg da Universidade Estatal de Moscovo que, em 1903, a classificou como uma estrela variável, mesmo ano em publicou sua descoberta. Em 1904, a cientista publicou os primeiros registros de seu período orbital e sua magnitude aparente.
Em fevereiro de 1965, após dois anos de pesquisa, um estudo conjunto composto pelos astrônomos estadunidenses George Herbig e George W. Preston do Derpartamento de Astronomia de Berkeley da Universidade da Califórnia junto com os astrônomos poloneses Bohdan Paczyński e Józef Smak da Faculdade de Física da Universidade de Varsóvia, demonstrou que a estrela tratava-se de uma estrela binária dupla de variável eclipsante (CV) através de medições das linhas fluorescentes de Bowen, que são linhas espectrais fluorescentes de oxigénio duplamente ionizado (O III), objeto de pesquisa de Ira Sprague Bowen. Foi observado também que o sistema binário possui um período orbital de 12,34 horas (0,514 dia) e relação de massa M 2 / M 1 > 1 à época.
Um estudo publicado em 1 de março de 1998, liderado pelo astrofísico brasileiro João Steiner do Instituto de Astronomia, Geofísica e Ciências Atmosféricas da Universidade de São Paulo, em parceria com seu aluno Marcos Diaz, apontou, através de análises espectroscópicas, uma provável superabondância de hélio (He), e sugere que V Sge tenha transformado seu carbono (C) em nitrogênio (N).
Steiner propôs que estrelas com propriedades espectroscópicas e fotométricas semelhantes à V Sge são únicas e não se encaixam em nenhum dos padrões estabelecidos para a classe de CVs e que, por tanto, estariam em uma classe própria de estrelas. Steiner ainda identificou outras 3 estrelas com propriedades semelhantes além da própria V Sge: V617 Sgr, HD 104994 e WX Cen, e batizou a classe de "estrelas V Sagittae". Entre as peculiaridades exclusivas, este sistema é composto por uma estrela de sequência principal com cerca de 3,3 massas solares (M ☉) e uma anã branca com cerca de 0,9 M ☉, por tanto a estrela de sequência principal é quase 3,9 vezes mais massiva que sua companheira anã branca, essa característica é altamente incomum, sendo o primeiro e até então único registro deste fenômeno. Em 1997, os astrofísicos ingleses J. J. Lockley do Departamento de Física da Universidade de Southampton, Stewart P. S. Eyers e Janet H. Wood do Departamento de Física da Universidade de Keele aplicaram um modelo de vento simples para a densidade de fluxo observada em 8,46 GHz e determinaram que a estrela perde massa a uma velocidade de muito superior a 10-⁹ M ⊙/ano-¹, valor muito acima do padrão de uma CV. Outra característica inédita, a V Sge é também a única fonte de raios X supermacia de uma CV não magnética encontrada até agora.[carece de fontes?]
Durante o estudo realizado pelos professores Bradley Schaefer, Juhan Frank e Manos Chatzopoulos do Departamento de Física e Astronomia da Universidade do Estado da Luisiana apresentados em janeiro de 2020, foi observado que o tempo de duplicação da taxa de acreção da anã branca sobre a estrela de sequência principal é de 89 anos com uma variação de +/- 11 anos, isto equivale dizer que a cada período de 78 a 100 anos a estrela dobra de tamanho e luminosidade. Foi atribuída a distância de V Sge à Gaia em aproximadamente 2.380 parsecs (pc), variando entre 2.240 pc e 2.610 pc (-140 pc a +230 pc), equivalente a 7.762 anos-luz (al) com variação de 7.306 até 8.513 al (-456 al a +751 al).
Schaefer analisou os registros históricos do Observatório da Faculdade de Harvard (HCO) e Associação Estadunidense de Observadores de Estrelas Variáveis (AAVSO) sobre a curva de luz pelo Sistema fotométrico UBV: Os dados do HCO apresentaram um aumento de luminosidade no espectro azul (B) de 1.531 mag no período de 1890 a 2017 (10x 2,5 mag), e os dados da AAVSO apresentaram um aumento no espectro visível (V) de 68.016 mag no período de 1907 a 2019 (10x 2,4 mag), um aumento da taxa de brilho média de -0,84 mag/séc com uma variação de +/- 0,10 mag, sendo que o brilho aumenta inversamente proporcional à magnitude. A alta taxa de acreção de massa da estrela de sequência principal pela anã branca libera uma grande quantidade de energia potencial gravitacional, gerando um enorme vento estelar. Apesar das fortes evidências da presença do intenso vento estelar nesse sistema, as imagens ultravioleta, porém, não apontaram um P Cyg na linha de ressonância de carbono triplamente ionizado (C IV), perfil normalmente encontrado em sistemas com ventos fortes. Em adesão à proposta de Steiner, Scheafer classificou V Sge como sendo única de categoria própria.
Seu período orbital atual vem diminuindo em uma taxa de aceleração de 4,73 × 10-¹º dias/ciclo.[carece de fontes?]
| Animação de uma estrela binária com diferença de massa orbitando em torno de um baricentro comum | Animação de um estrela Binária eclipsante e a indicação da variação de luminosidade | Animação de uma estrela Binária eclipsante com transferência de massa de uma estrela para outra e seu disco de acreção | Concepção artística de um sistema de Variável cataclísmica (CV) |

## Nova
No dia 4 de janeiro de 2020, durante o 235.º encontro da American Astronomical Society em Honolulu, Bradley Schaefer e sua equipe anunciaram que o sistema de V Sagittae irá explodir e se transformar em uma nova, tornando-se o corpo celeste mais brilhante do céu noturno terrestre no final do século XXI, permanecendo mais brilhante que a estrela Sirius e, provavelmente, o planeta Vênus por aproximadamente 1 mês. O fenômeno está previsto para ocorrer em 2083, com uma margem de erro de aproximadamente 16 anos (entre 2067 e 2099). Ao fim do ciclo, as duas estrelas colidirão em uma forte explosão, fundindo seus núcleos e formarão uma gigante vermelha de características únicas, com um núcleo de carbono inerte (CO2) e oxigênio (O2) envolto por uma camada maciça de hidrogênio (H) com uma coroa interna onde ocorre a fusão em hélio. Schaefer batizou esta nova de "Red-Nova" ("nova-vermelha"), uma classe entre uma nova padrão e uma nova vermelha luminosa.
O núcleo da estrela será de matéria eletrônica degenerada, composto de elétrons de baixa energia pelo material sobrejacente. O material sobrejacente será uma camada de hidrogênio queimando acrecida por um enorme halo estelar de hidrogênio.

## Etimologia e Mitologia

### Etimologia

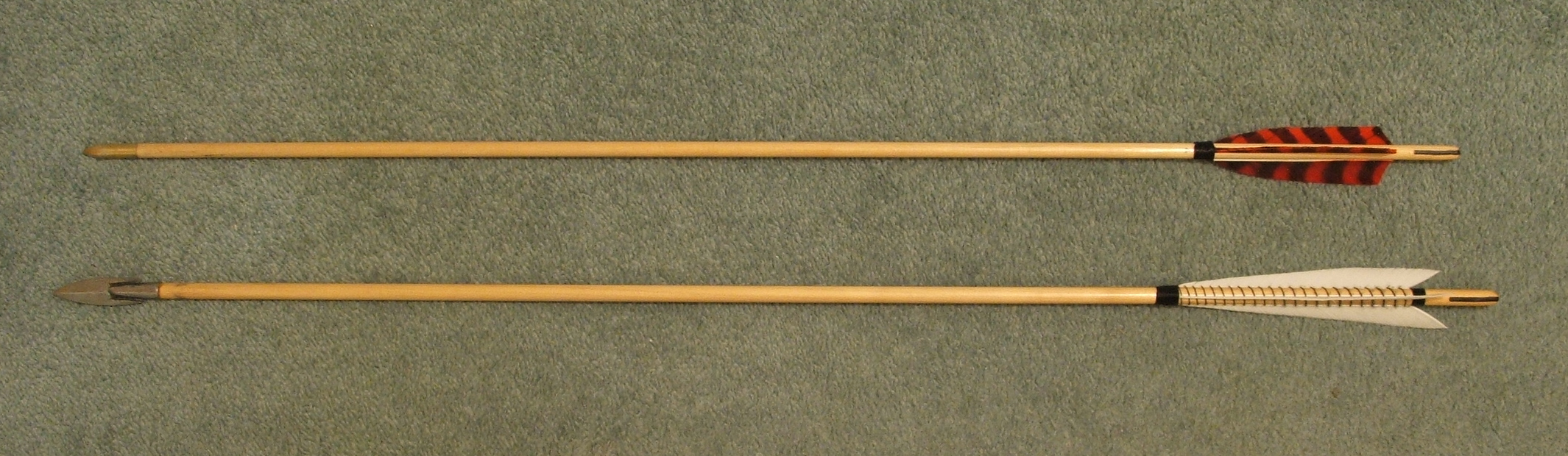
"Duas flechas": em latim, "duo sagittae"

O termo "sagitta", nome dado à sua galáxia, ou sua abreviação "sge" são termos oriundos do latim que significam "seta" ou "flecha". "Sagittae" é, por tanto, o plural de sagitta, significando então "setas" ou "flechas".

### Mitologia
Na mitologia grega, a história de V Sagittae e sua constelação remete-se a diversos mitos:

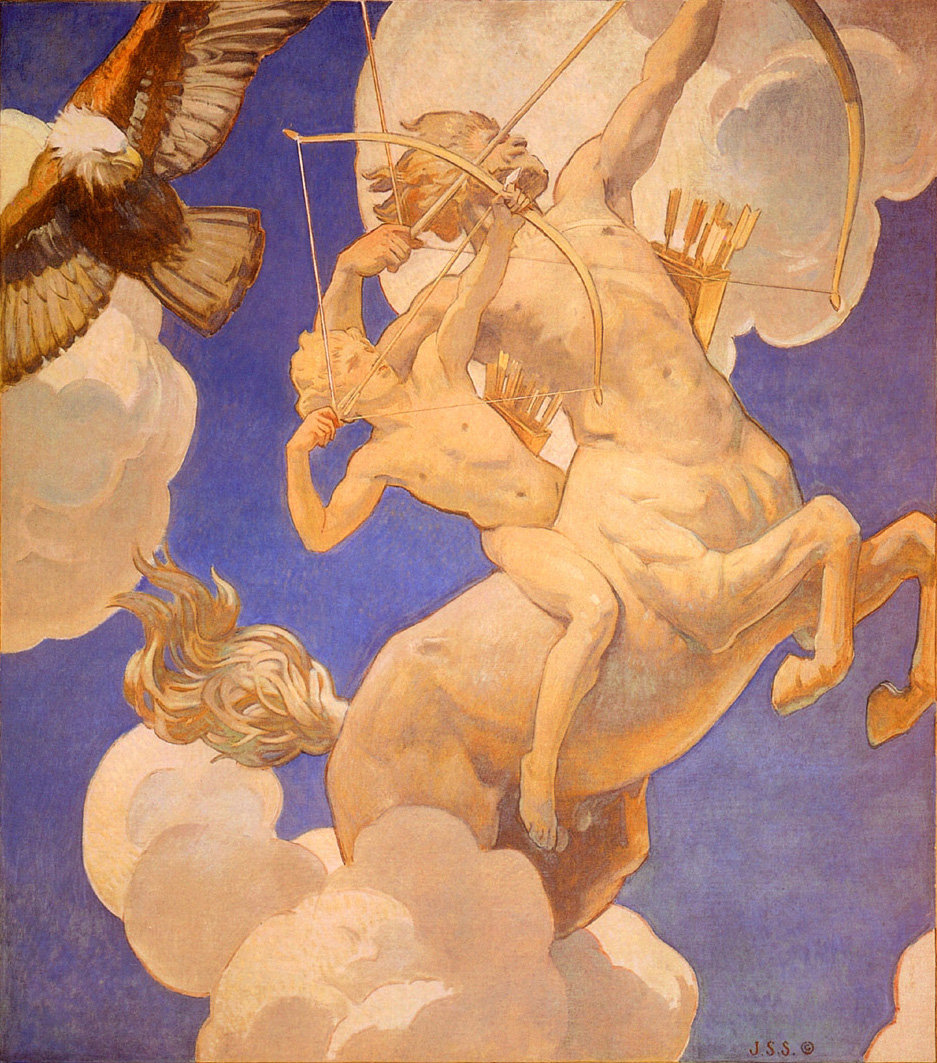
"Quiron e Aquíles" de John Singer Sargent (1922-1925)

O primeiro deles é o mito de Esculápio, o deus da medicina e filho de Apolo. Ao nascer, Esculápio foi deixado por Apolo aos cuidados de Quiron, o centauro mais sábio e civilizado, professor e mentor de grandes ídolos e conhecedor profundo da arte da cura. Sobre a tutela de Quiron, Esculápio adquiriu absoluto conhecimento sobre a cura, podendo até resssucitar os mortos, causando a ira de Hades, o deus dos mortos, que pediu a Zeus que o punisse por impedir o fluxo natural da vida. Zeus então matou Esculápio com um de seus raios. Como vingança, Apolo então dispara Sagitta, uma flecha especial que recebera de Quiron, para matar os ciclopes, gigantes que trabalhavam como ferreiros para Hefesto, o deus das ferramentas e da metalurgia, e forjavam os raios de Zeus. Para consolar Apolo e reconhecer o valor de Esculápio, Zeus teria transformado Esculápio na constelação de Serpentário, colocando-o ao lado de Sagitta, a constelação de flecha e Sagitário, a constelação de Quiron.

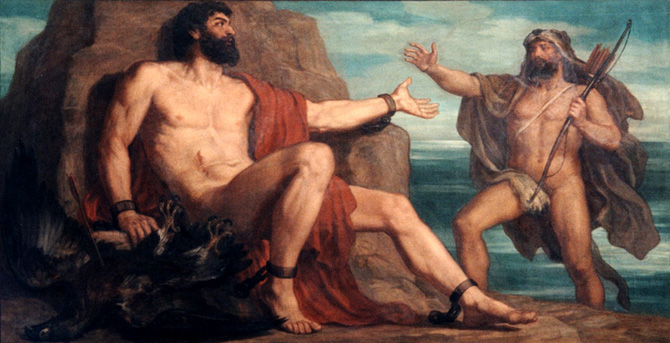
"A libertação de Prometeu" de Christian Griepenkerl (1878)

O segundo e o terceiro são sobre o mito do herói Hércules. Na segunda história, Prometeu, o titã encarregado de cuidar dos humanos, teria roubado o fogo exclusivo do Panteão Olímpico e dado aos homens. Como punição, Zeus teria ordenado a Hefesto que o acorrentasse a um rochedo para que sua águia comece seu fígado; como Prometeu era imortal, seu fígado regenerava-se diariamente e a águia o bicaria novamente dia após dia pela eternidade ou até um imortal abrir abrir mão de sua imortalidade por Prometeu. Em outro momento, Hércules entra em confronto com os centauros disparando flechas envenadas para afugentá-los, mas acidentalmente acaba acertando Quiron, seu mentor, com a Sagitta envenada. Quiron, sendo filho de titãs, era imortal e não morria com a flechada, mas passa a sofrer com as dores do veneno. Assim, Quiron decide que o único jeito de cessar seu sofrimento seria morrendo, ele então renuncia à sua imortalidade e se oferece a Zeus para assumir o lugar de Prometeu e encerrar o sofrimento de ambos. Finalmente, Hércules dispara novamente a Sagitta e mata a águia de Zeus para que o deus dos deuses não pudesse mais aplicar este castigo.

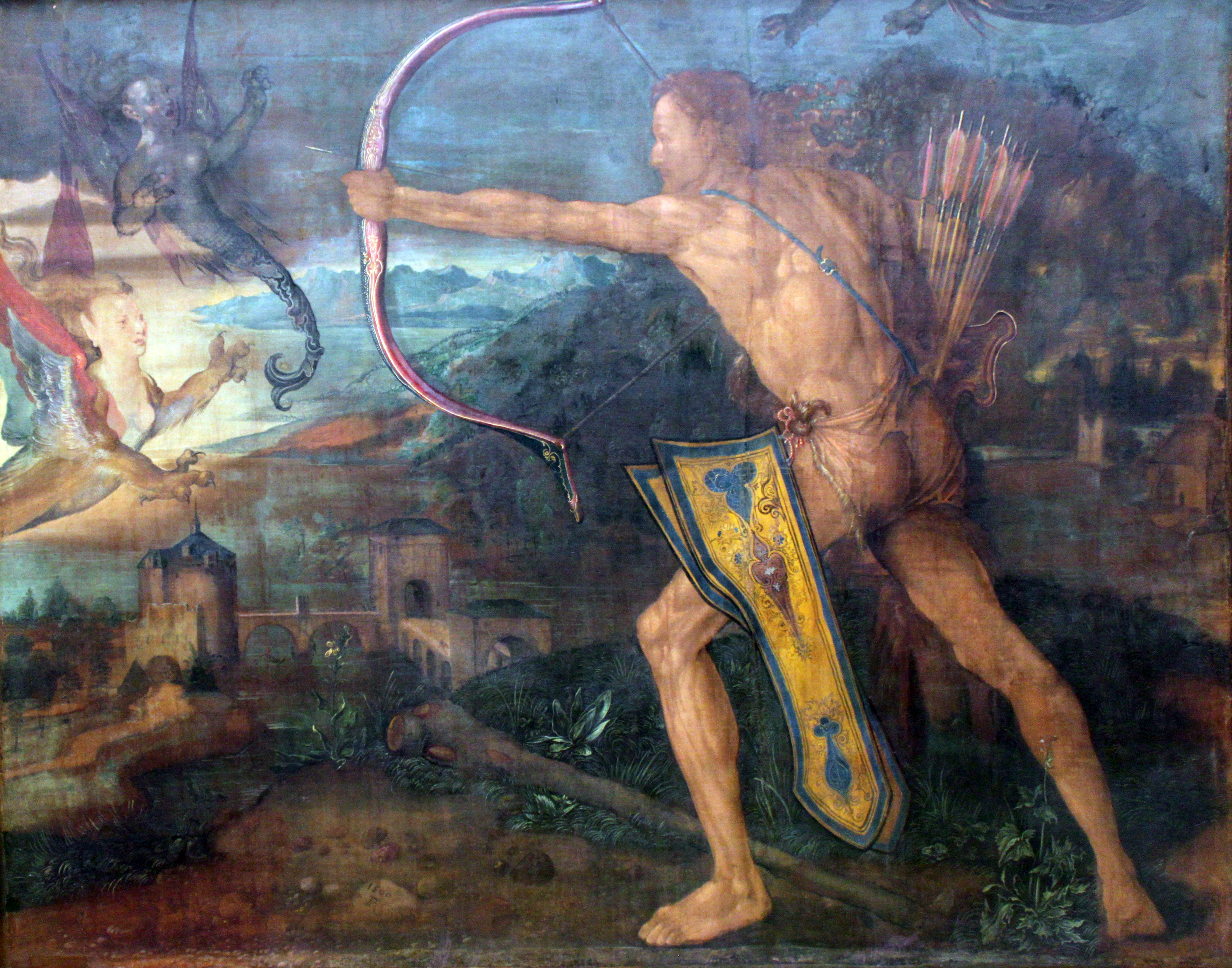
Hércules matando as aves do Lago Estínfalo de Albrecht Dürer (1500)

No terceiro mito, Hércules é punido pelo rei Euristeu a cumprir doze trabalhos; a sexta tarefa seria expulsar as aves do Lago Estínfalo, aves gigantes com asas, garras e bicos de metal que devoravam os frutos e os humanos, e eram animais de estimação pertencentes à Ártemis, a deusa da caça, mas que haviam fugido para Arcádia. Hércules não poderia chegar até seu ninho pois o pantano ao redor o sugaria, então Atena, a deusa da sabedoria, oferece a Hércules um par de crótalos, uma espécie de címbalo ou castanhola metálica, feitas especialmente por Hefesto. Hércules então sacode o instrumento que produzira um som ensurdecedor fazendo com que as aves alçassem voo e então dispara contra elas com a Sagitta envenenada com sangue da Hidra de Lerna, as aves fogem e Hércules leva morta para o rei Euristeu como prova de mais um trabalho concluído.

## Galeria

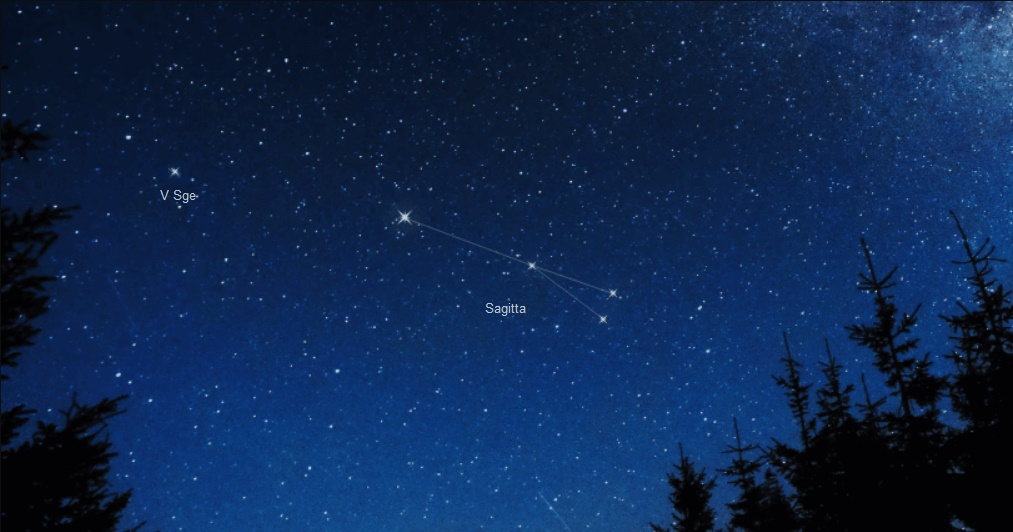
Concepção artística da constelação de Sagitta e a estrela V Sge